# Byllis
 (juin 2010).
Byllis (en grec ancien : Βυλλίς) était la plus grande cité d'Illyrie du sud, sur la rive orientale de l’Adriatique, dans le sud-ouest de l’Albanie, entre Fier et Gjirokastre. Proche d’Apollonie et de Buthrote, c'est un site archéologique de grande taille (30 ha), mais difficile d'accès sur un plateau dans les collines de Mallakastër à plus de 500 m au-dessus de la rivière Vjosa et donc peu visité.

## Origine et fondation
Étienne de Byzance évoque la création légendaire de la cité par Néoptolème au retour de la guerre de Troie probablement en raison d'une étymologie fantaisiste : Byllis / Ilion. De plus, selon cet auteur, un peuple voisin, les Amantini affirmaient être descendants des Abantes d'Eubée et s'être installés dans la région après cette même guerre de Troie. D'autres étymologies fantaisistes font le lien avec Tbilissi et voudraient que le peuple local des Bylliones fût indo-européen originaire du Caucase.
Les fouilles archéologiques ont révélé une fondation dans la première moitié du IVe siècle av. J.-C. Elle était sûrement le résultat d'un synœcisme de divers villages voisins dont Nikaia (près du village moderne de Klos), Gurezeza (près du village moderne de Cakran), Margelliç (près du village moderne de Patos), Rabije et Kalivaç près de Tepelen.

## Histoire
La région sous domination de rois locaux fut conquise vers 314 av. J.-C. par Cassandre de Macédoine. La cité aurait ensuite été dirigée par des rois illyriens avec un intermède de domination par Pyrrhus Ier. La cité s'allia aux Romains contre la reine Teuta et devint colonie impériale à l'époque d'Auguste.
Au début du IIIe siècle av. J.-C., la région autour de la cité s'était organisée en koinon (communauté) avec une constitution, des institutions et une monnaie de bronze. En 167 av. J.-C. les Romains exigèrent l'arrêt de la frappe de la monnaie puis la transformation en colonie fit disparaître les institutions particulières remplacées par l'organisation coloniale romaine.
À la fin du IVe siècle la ville fut presque entièrement détruite par les Wisigoths, mais reconstruite à l'époque de Théodose II. Elle fut alors siège d'un évêché. Au VIe siècle les invasions slaves entraînèrent son abandon définitif.

## Ville et monuments
Le plan de la ville de Byllis, ainsi que ses remparts (3,5 m de large, 9 m de haut et 2,250 m de long), ont pris leur forme définitive entre 370 et 350 av. J.-C. Quatre grands axes, larges de 8,3 m, traversaient la ville du nord au sur, à 134 m l’un de l’autre, croisant des rues transversales de 6,6 m à tous les 64 m. Ainsi ont été déterminées des insulae de huit résidences, comme on en retrouve par exemple à Pompéi, en Italie du Sud, où elles sont plus petites et plus récentes.
Le cœur monumental hellénistique de Byllis comprend un théâtre érigé au IIIe siècle av. J.-C., d'une hauteur de 16 m, d'un diamètre de 78 m et pouvant accueillir 7 500 spectateurs ; un grand portique dominant la Vjosa ; une grande Agora (4 ha) bordée de stoas en équerre ; un stade et un gymnase. Le stade est construit en partie sur une immense citerne (1 200 m3).
La plupart des vestiges visibles aujourd'hui datent de l'Antiquité tardive, notamment la cathédrale (basilique B) et ses dépendances, qui constituent le plus vaste ensemble dégagé, les autres églises (basiliques A, C, D, E), le rempart tardif élevé sous Justinien Ier, mais aussi des maisons urbaines (dont l'une à l'emplacement du monument dit de Terentianus), des citernes, etc.

## Sources
Les premières sources historiques concernant les Billions se trouvent chez l’historien grec Pseudo-Scylax, qui fait une description des côtes Illyriennes entre Byllis et l’antique Épire.  Par la suite ont été retrouvées les inscriptions de l’Oracle de Delphes et de Dodone, les tablettes des Jeux olympiques antiques, mais surtout celles des Jeux Pythiques, auxquels les Billiones, qui parlaient l'illyrique et le grec, ont été invités comme des Hellènes.
En plus, citons les œuvres de Étienne de Byzance, Pyrrhus II Roi d’Epire, les Romains Tite-Live, Jules César, Cicéron et Strabon.

## Travaux archéologiques

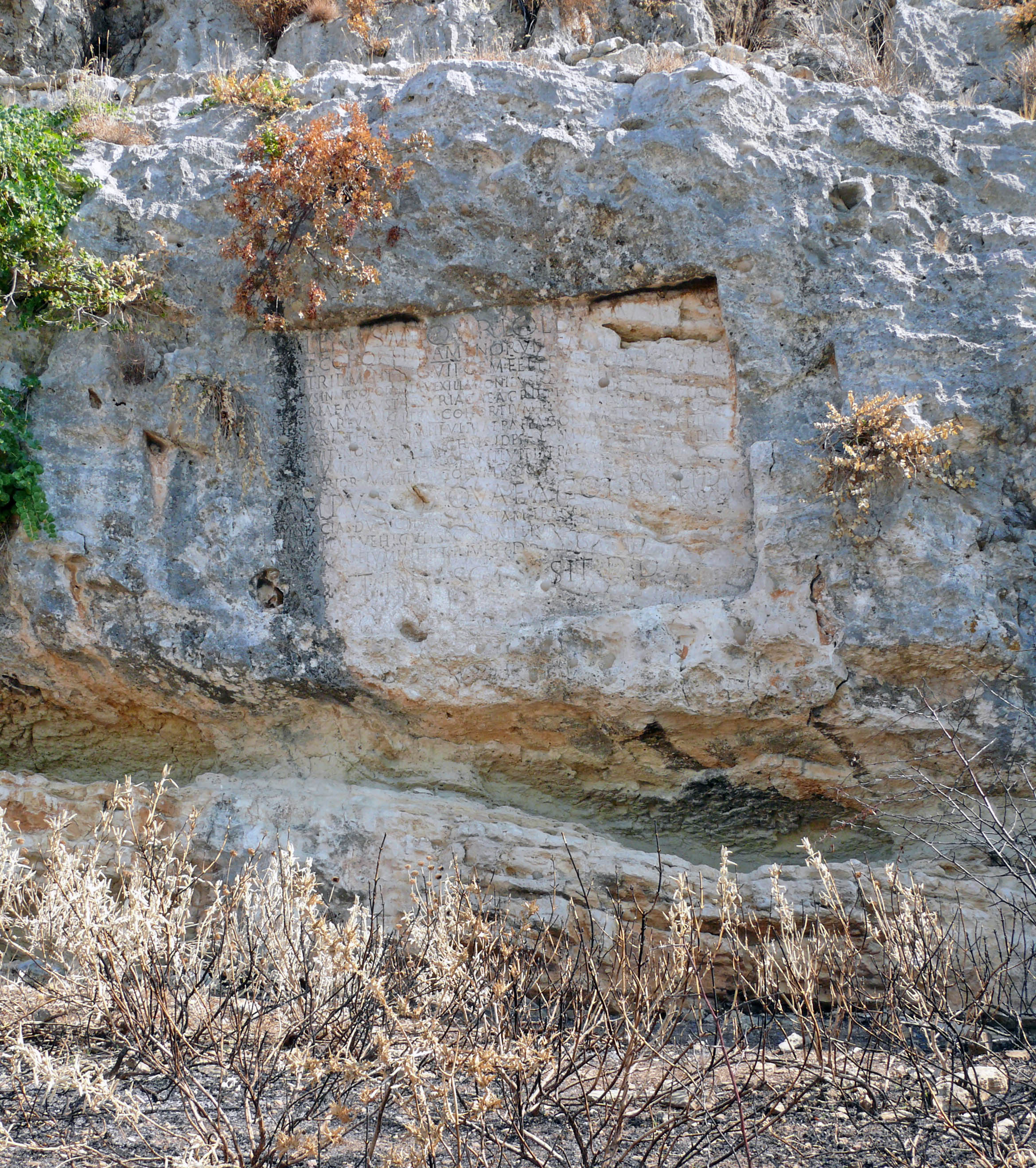
Inscription sur une falaise à Byllis.

En 1820, l’explorateur Britannique Henry Holland a fait la découverte des monnaies antiques et de mosaïques anciennes sur une des collines dominant la vallée de la rivière Vjosa, ce qui a attiré l’attention du consul local de France. Les premières fouilles ont été menées pendant la Première Guerre mondiale par des troupes autrichiennes stationnées dans la région de Mallakastër. Outre les recherches épigraphiques de Pierre Cabanes, les premières recherches archéologiques systématiques ont été menées pour le compte de l'Institut archéologique de Tirana par Neritan Ceka et Skënder Muçaj de 1978 à 1991. Une mission franco-albanaise a été créée en 1999 sous l'égide de l'Institut archéologique de Tirana et de l'École française d'Athènes pour assurer la publication de vestiges de l'Antiquité tardive puis, à partir de 2000, pour explorer le quartier de la cathédrale, les carrières et d'autres parties de la ville. Dirigée Skënder Muçaj et par Jean-Pierre Sodini, auquel a succédé Pascale Chevalier, la mission comprend actuellement des archéologues albanais (Institut archéologique de Tirana), français (École française d'Athènes, Université de Clermont-Ferrand, CNRS) et québécois (Université du Québec à Rimouski).